# Autostrade in Romania

Autostrade in Romania nel luglio 2025.

Il sistema autostradale della Romania è composto da 7 autostrade in funzione per 1316 chilometri complessivi (dato luglio 2025).
Esistono due tipi di autostrade, le autostrade vere e proprie (in romeno Autostrăzi, sing. Autostradă) e le superstrade (in romeno Drumuri expres, sing. Drum expres), con la differenza principale che le autostrade hanno corsie di emergenza e corsie leggermente più larghe. Il limite massimo di velocità consentito per le autostrade è di 130 km/h, mentre per le superstrade il limite è di 120 km/h. Non ci sono strade a pedaggio, ma è richiesta la vignetta autostradale.

## Percorsi
Designazione A e DEx con numero progressivo.
| Autostrade  |       |                                                                                 |              |                  | |
| Simbolo     | Nome  | Tratta                                                                          | Percorribili | Lunghezza totale | Operativo |
|             | A0    | Raccordo anulare di Bucarest                                                    | 72,5 km      | 100 km           | |
|             | A1    | Bucarest – Pitești – Sibiu – Deva – Timișoara – Arad – Nădlac                   | 486,4 km     | 578,48 km        | Bucarest – Curtea de Argeș; Șelimbăr – Șura Mică (bypass Sibiu) – Deva (Șoimuș); Traian Vuia – Balinț (presso Lugoj); Timișoara (Izvin) – Nadlac |
|             | A2    | Bucarest – Costanza (Vallo di Traiano)                                          | 206 km       | 206 km           | Bucarest – Costanza (Vallo di Traiano) |
|             | A3    | Bucarest – Ploiești e Brașov – Târgu Mureș – Cluj Ovest (Gilau) – Oradea (Borș) | 203,4 km     | 603 km           | Bucarest (Crețuleasca) – Ploiești (Bărcănești); Câmpia Turzii – Cluj-Napoca (Gilău) confine con l'Ungheria                                       |
|             | A4    | Ovidiu – Agigea (Tangenziale di Costanza)                                       | 22 km        | 22 km            | Ovidiu – Agigea (bypass Costanza) |
|             | A5    | Bucarest - Giurgiu                                                              | 0 km         | 51 km            | in progetto |
|             | A6    | Lugoj (Balinț) – Calafat                                                        | 11,4 km      | 260 km           | Balinț – Lugoj |
|             | A7    | Ploiești – Buzău – Focșani – Bacău – Pașcani                                    | 116,3 km     | 438 km           | in costruzione |
|             | A8    | Târgu Mureș – Târgu Neamț – Pașcani – Iași – confine con la Moldavia            | 0 km         | 318 km           | in costruzione |
|             | A9    | Timișoara - Moravița - confine con la Serbia                                    | 0 km         | 72 km            | in progetto |
|             | A10   | Sebeș – Turda                                                                   | 70 km        | 70 km            | Sebeș – Turda |
|             | A11   | Arad – Oradea                                                                   | 3,5 km       | 118 km           | Arad (A1, centura) – DN7 |
|             | A13   | Boița – Răcăciuni                                                               | 0 km         | 280 km           | in costruzione |
|             | A14   | confine con l'Ungheria - Oar (Vetiș) - Suceava                                  | 0 km         | 335 km           | in progetto |
| Superstrade |       |                                                                                 |              |                  | |
| Simbolo     | Nome  | Tratta                                                                          | Percorribili | Lunghezza totale | Operativo |
|             | DEx4  | Turda – Dej                                                                     | 5 km         | 70 km            | in costruzione, il primo tronco è stato inaugurato nel 2025                                                                                      |
|             | DEx12 | Pitești – Slatina – Craiova                                                     | 121 km       | 121 km           | |
|             | DEx16 | Arad - Oradea                                                                   | 16,5 km      | 33,7 km          | in costruzione |

## Pedaggio
Per prevenire incidenti e per manutenzione ordinaria la Compania Nationala de Administrare Infrastructuri Rutiere (CNAIR) non fa pagare il pagamento del pedaggio in base ai km percorsi, tranne che al ponte sul Danubio sull'A2, ma i veicoli che percorrono le autostrade e le strade nazionali devono pagare la vignetta elettronica (acquistabile nelle stazioni di servizio) detta rovinietă. In questo modo il pagamento del pedaggio è forfettario. Le ammende vanno da 250 lei a 500 lei per autoveicoli, da 750 lei a 1.200 lei con veicoli con MTT di 3,5 t fino a 4.500 per i veicoli con MTT di 12 t per asse.
Tariffe versate alla CNADNR, presso la Poșta Română o distributori di benzina.
| Tariffe in Euro                                     | Tariffe in Euro | Tariffe in Euro | Tariffe in Euro | Tariffe in Euro | Tariffe in Euro |
| Tipo autoveicolo                                    | 1 g             | 7 gg            | 30 gg           | 90 gg           | 1 anno          |
| --------------------------------------------------- | --------------- | --------------- | --------------- | --------------- | --------------- |
| Autoturismo                                         | −               | 3               | 7               | 13              | 28              |
| Trasporto persone da 9 a 23 posti (incluso autista) | 4               | 20              | 52              | 120             | 320             |
| Trasporto persone più di 23 posti (incluso autista) | 7               | 35              | 91              | 210             | 560             |
| Trasporto merci MTT 0 – 3,5 t                       | −               | 6               | 16              | 36              | 96              |
| Trasporto merci MTT 3,51 – 7,5 t                    | 4               | 20              | 52              | 120             | 320             |
| Trasporto merci MTT 7,51 – 12 t                     | 7               | 35              | 91              | 210             | 560             |
| Trasporto merci MTT 12 t – fino a 3 assi            | 9               | 45              | 117             | 270             | 720             |
| Trasporto merci MTT 12 t – minimo 4 assi            | 11              | 55              | 143             | 374             | 1210            |